# Пайлот
«Па́йлот» (англ. pilot — лоцман) — спасательный винтовой буксир, одно из первых паровых судов ледокольного типа.
В 1864—1890 годах «Пайлот» использовался для почтово-пассажирского сообщения между Кронштадтом и Ораниенбаумом в ледовых условиях, что позволяло удлинить навигацию на несколько недель.

## История
По указанию русского судовладельца Михаила Бритнева в 1864 году в Кронштадте на принадлежавшем ему небольшом пароходе «Пайлот» была срезана носовая оконечность под углом 20° к линии киля по образцу поморских торосных лодок, в результате чего судно могло наползать на лёд и ломать его своей тяжестью.
Впоследствии такую форму носа назвали ледокольной, а сам пароход признали прообразом нового типа судов — ледоколов.
9 (21) апреля 1864 года винтовой пароход «Пайлот» вышел на пробу за гавань и прошёл по большому и малому рейдам, однако толщина льда ещё не позволяла лёгкому пароходу значительно удаляться от острова Котлин. 27 апреля газета «Кронштадтский вестник» писала:
Большое удобство для публики, желающей ехать в Петербург и для приезжающих оттуда, доставляет винтовой пароход «Пайлот» почетного гражданина Бритнева, который ходил до настоящего открытия навигации три раза в день с пассажирами в Ораниенбаум, а именно в 8, 12 и 3 ч.

Позднее адмирал С. О. Макаров писал:
…этот маленький пароход сделал то, что казалось невозможным, он расширил время навигации осенью и зимой на несколько недель.
В начале ноября 1866 года, когда Финский залив покрылся наносным льдом, чиновники Морского ведомства провели сравнительные испытания «Пайлота» и ледокольного судна «Опыт» снаряжённого гирями для колки льда. «Пайлот» выиграл испытание, обойдя застрявший во льдах «Опыт».
Однако несмотря на успех «Пайлота», перспективной была признана конструкция ледоколов, оснащённых различными устройствами для колки или резки льда (по типу «Опыта»).
Успех и известность конструкции ледокола Бритнева принесла холодная зима 1870/1871 годов. В тот год замёрзла Эльба и акватория Гамбургского порта. Судоходство прекратилось, владельцы судоходных компаний несли убытки. В этой обстановке власти Гамбурга за 300 рублей приобрели у Бритнева чертежи «Пайлота», переделали по его подобию несколько портовых паровых судов и восстановили навигацию. Этому же примеру последовали предприниматели Дании, Швеции и США. В дальнейшем в результате усовершенствования бритневской конструкции в различных странах появились собственные проекты ледоколов — ледоколы с носовым винтом (американского типа), ледоколы гамбургского типа и так далее.
В 1875 году на заводе Бритнева в помощь «Пайлоту» было построено второе подобное судно — «Бой», а в 1889 году третье — «Буй». В 1880-х годах Ораниенбаумская пароходная компания построила ледоколы «Луна» и «Заря» по типу «Пайлота», но с более мощными двигателями в 250 л. с. (вместо 85 л. с. у «Пайлота»).
Успех и мировое признание бритневских ледоколов «Пайлот» и «Бой» натолкнули адмирала Макарова на идею строительства мощного арктического ледокола «Ермак».
Долго считалось, что не сохранилось достоверных изображений судна. «Ледокол», показанный на советской почтовой марке 1976 года, является повторением безымянного парохода (или паровой баржи), изображенного на картине А.П. Боголюбова «Открытие Морского канала в Санкт-Петербурге». Позже выяснилось, что судно построено в Англии в 1862 году, и нашлись заводские чертежи.